# Benelux

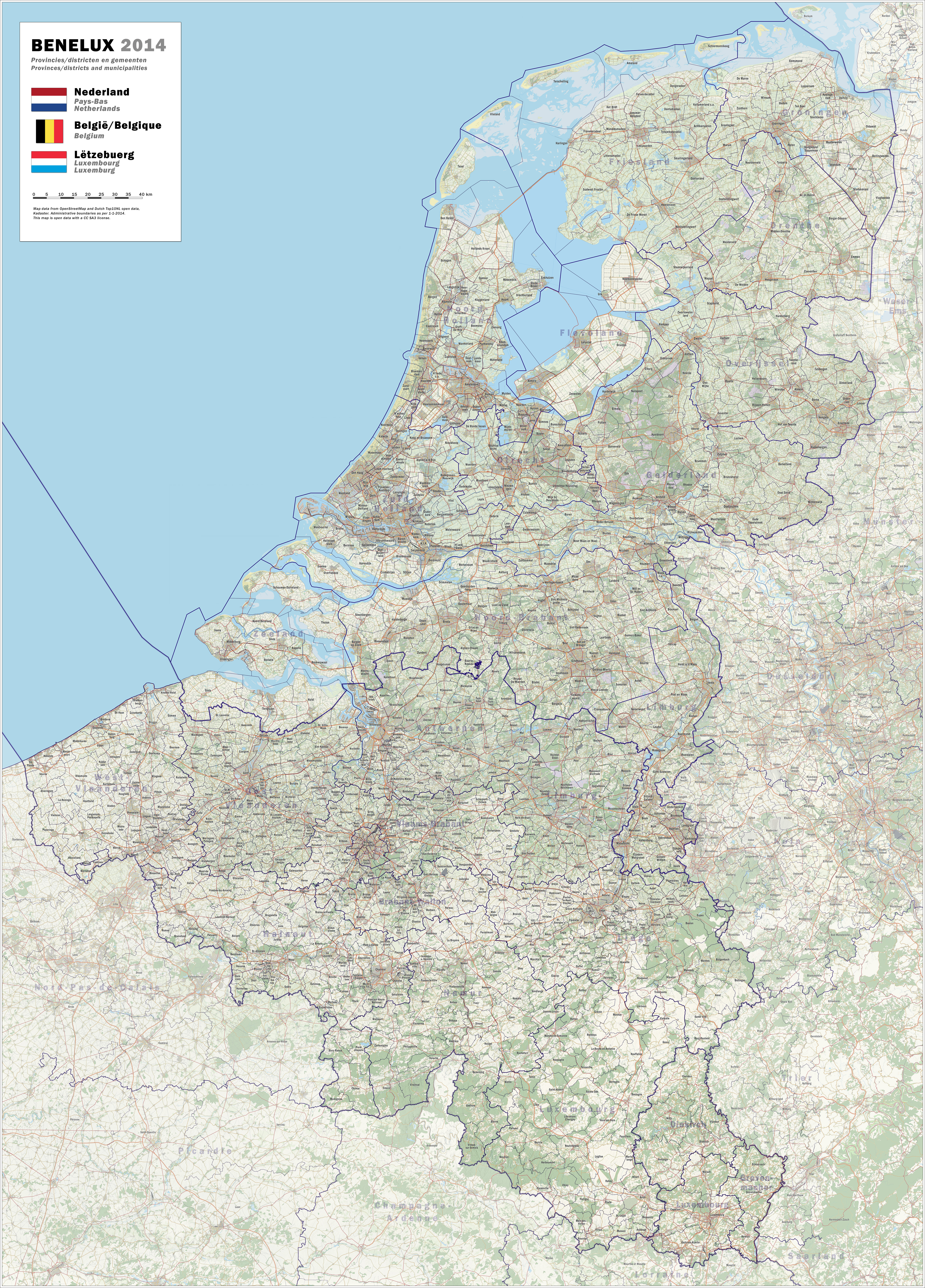
Detailkaart van de Benelux, met provincies/districten en alle gemeenten. (2014)

De Benelux is een regionale intergouvernementele samenwerking tussen België, Nederland en Luxemburg. De Benelux heet sinds 2008 Benelux Unie.  Het doel van de Benelux Unie is om de grensoverschrijdende samenwerking te versterken en voorloper te blijven binnen de Europese Unie (art. 350 VwEU).
De unie is op 5 september 1944 in Londen opgericht door de gevluchte regeringen van deze landen als douane-unie. Dit is een samenwerkingsverband tussen deze drie landen om onderling vrij goederen te kunnen transporteren en een uniform tarief te hanteren voor goederen van buiten de Benelux. Sinds het Verdrag tot instelling van de Benelux Economische Unie uit 1958 is de Benelux ook een economische unie. Vanaf 2012, met de ingang van een nieuwe verdrag tussen de leden, treedt de Benelux niet meer alleen op economisch gebied op maar ook bij duurzame ontwikkeling, justitie en binnenlandse zaken (veiligheid). Bij al deze thema's staat digitalisering centraal.
De naam Benelux wordt ook wel gebruikt in geografische zin om de drie 'Benelux-landen' (ook bekend als de Lage Landen en vooral vroeger als de Nederlanden) gezamenlijk aan te duiden, los van hun politieke structuur en samenwerking; bijvoorbeeld de Benelux-tak van veel internationale bedrijven.

## Doel
Het doel van de Benelux Unie is om de grensoverschrijdende samenwerking te versterken en voorloper te blijven binnen de Europese Unie (art. 350 VwEU). Benelux werkt samen op basis van een jaarplan ingebed in een meerjarig werkprogramma. Het voorzitterschap van de unie rouleert op jaarlijkse basis onder de landen. Het bestuurscentrum van de Benelux ligt in Brussel in het 'Huis van de Benelux'. Dit gebouw kreeg op 60-jarige viering van unie deze naam. hier is het Secretariaat-Generaal van de Benelux gevestigd. De secretaris-generaal is Frans Weekers.
De unie werkt ook steeds meer samen aan de buitengrenzen van de Benelux, zoals met het Duitse Noordrijn-Westfalen en Franse regio's.
Recente resultaten van de Benelux-samenwerking zijn onder andere de automatische niveau-erkenning van diploma's hoger onderwijs tussen de drie landen, een nieuw Benelux-politieverdrag en jaarlijks gezamenlijke controles op het wegvervoer. Maar ook op energiegebied wordt samengewerkt en er lopen proefprojecten met onder andere de digitale vrachtbrief. Ook zet Benelux in op grensoverschrijdende samenwerking rond klimaatadaptatie.
In 2018 werd er ook een Benelux-jongerenparlement opgericht.

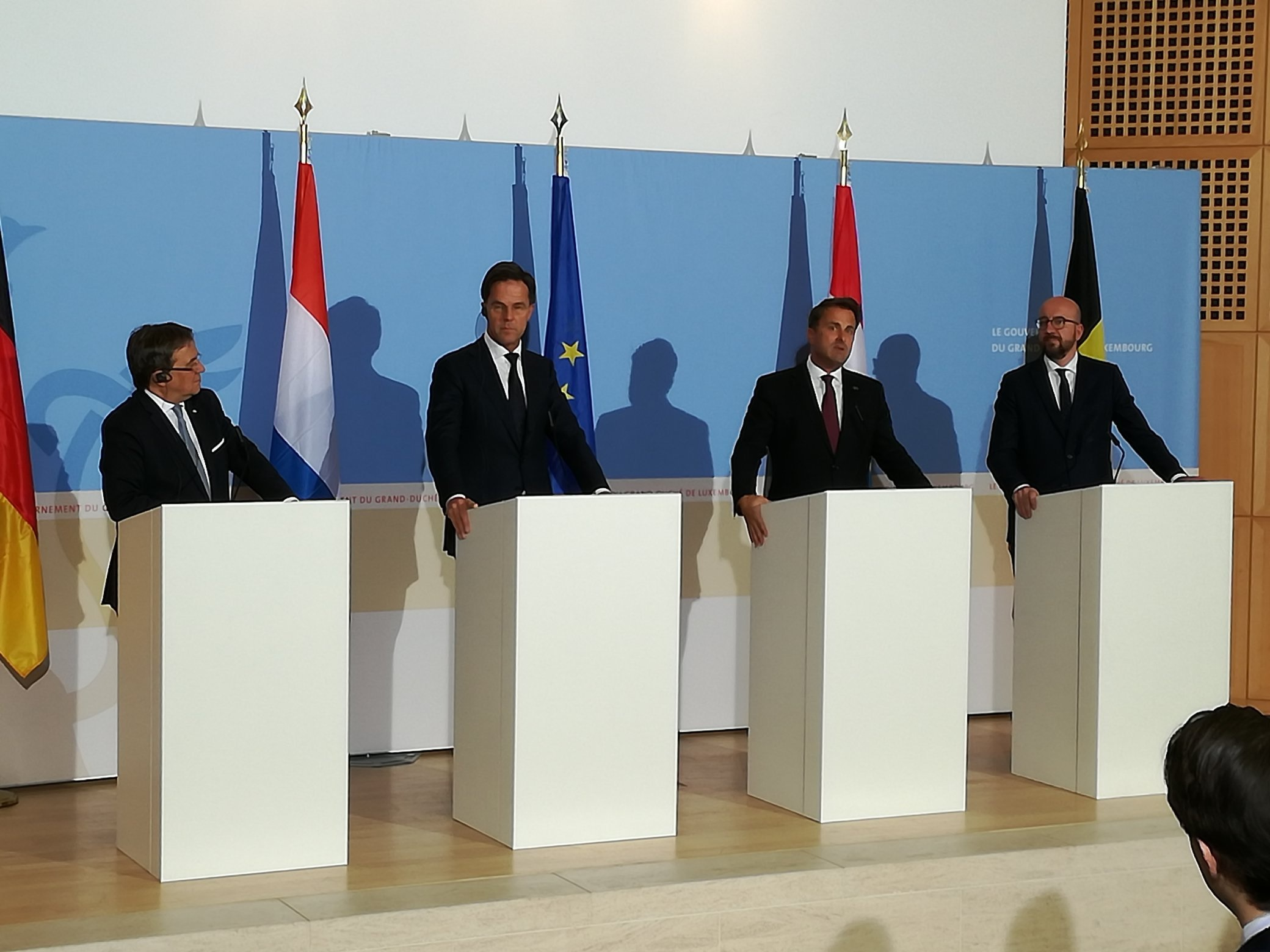
Beneluxtop in 2019 samen met Noordrijn-Westfalen

Naast samenwerking op verdragsmatige basis is er ook een politieke samenwerking in Benelux-verband, met o.a. toppen van de Benelux-regeringsleiders.  
In 2025 is Luxemburg voorzitter van het Comité van Ministers van de Benelux. 

## Voorgeschiedenis
Traditioneel geldt de benaming de Lage Landen of de Nederlanden voor het deltagebied in West-Europa, toen Nederland en België nog niet als aparte staten bestonden. Sinds het einde van de zestiende eeuw kan men een scheiding maken tussen de Noordelijke en de Zuidelijke Nederlanden (deze laatste tot 1790 met inbegrip van Luxemburg).
België werd in 1830 onafhankelijk van Nederland. In 1890 kwam het Groothertogdom Luxemburg definitief los van Nederland, toen koning Willem III overleed, en men in Luxemburg de erfopvolging volgens de Salische wet liet verlopen.
Nederland en België werden door de scheiding concurrenten van elkaar. België kreeg het zwaar te verduren, mede doordat het economisch geïsoleerd was: met geen enkel buurland had het een handelsverdrag. Daarom werd sinds de afscheiding toenadering gezocht met andere landen, dus ook met Nederland. In 1841 verzocht Luxemburg aan de koning-groothertog Willem II om een verdrag met België, aangevuld met een economische unie met Nederland. In feite was dat een eerste zet in de richting van wat later Benelux zou gaan heten. Maar een eerste vorm van samenwerking kwam ruim twintig jaar later toen België en Nederland op 12 mei 1863 het Handels- en Scheepvaartverdrag sloten. Beide landen wensten een douane-unie. Het zou echter tot 1869 duren voordat hierover serieus gesproken werd, door de Belgische eerste minister Frère-Orban en de Nederlandse minister van Financiën Van Bosse. Deze plannen liepen op niets uit toen in 1870 een nieuw kabinet in België aantrad dat terughoudend stond tegenover een te vormen douane-unie met Nederland. In 1905 voerde een Belgische journalist, Eugène Baie, campagne voor een te vormen douane-unie met Nederland. Dit zou in 1907 leiden tot de instelling van een Nederlands-Belgische commissie van 58 parlementariërs. De commissie moest de economische verhouding tussen beide landen onderzoeken als noodzakelijk element voor toekomstige onderhandelingen. Deze commissie is driemaal bijeengekomen maar heeft niets opgeleverd. Het uitbreken van de Eerste Wereldoorlog maakte economische samenwerking tussen beide landen onmogelijk.

### Belux
België en Luxemburg vormen sinds 1921 samen de Belgisch-Luxemburgse Economische Unie (BLEU). De term Belux wordt nog vaak gebruikt om alleen beide landen aan te duiden. De BLEU was een douane-unie en een muntunie. De Belgische frank en de Luxemburgse frank werden aan elkaar gekoppeld. Van 1921 tot 1935 en opnieuw vanaf 1944 waren de twee munten aan elkaar gelijk, tot zij in 2002 door de euro werden vervangen.

### Handelsconventie van Oslo en de overeenkomst van Ouchy
Voor het eerst weer in 1927 zochten de landen economische toenadering op de internationale economische conferentie te Genève. In 1929 deed België een voorstel aan de Volkenbond om een verdrag in studie te nemen dat moest leiden tot consolidatie en verlaging van de tarieven. Dit voorstel leidde op 24 maart 1930 tot het sluiten van een handelsconventie. Omdat ratificatie door het vereiste minimumaantal lidstaten uitbleef, trad het niet in werking. Hierop reageerden de landen België, Nederland, Luxemburg, Denemarken, Zweden en Noorwegen door zelf stappen te nemen. Op 22 december 1930 sloten zij de Conventie van Oslo. Hierin werd bepaald dat de bestaande tolrechten niet werden verhoogd, noch zouden er nieuwe worden uitgevaardigd zonder de andere partijen hiervan in kennis te stellen, waarbij die andere partijen dan de mogelijkheid kregen tegen nieuw uit te vaardigen tolrechten amendementen in te dienen.
Nederland, België en Luxemburg wilden nauwere economische samenwerking en dit resulteerde in het op 29 december 1931 getekende protocol wat zou leiden tot de op 18 juli 1932 afgesloten "Internationale overeenkomst tot verlaging der tollen". Omdat het verdrag in Ouchy is gesloten, staat het beter bekend onder de naam Overeenkomst van Ouchy. Het doel van de overeenkomst is een tariefbestand, gevolgd door trapsgewijze verlaging van de tarieven. Bovendien zouden bestaande invoerrechten niet worden verhoogd noch nieuwe worden ingevoerd. Het verdrag zou voor een duur van vijf jaar worden gesloten en stond open voor toetreding door andere landen op voet van volledige gelijkheid. Ongeveer gelijktijdig sloot het Verenigd Koninkrijk op 20 augustus 1932 te Ottawa een zevental bilaterale verdragen. Daar werd eveneens een resolutie aangenomen die regionale overeenkomsten van preferentiële aard afwees. Hoewel het Verenigd Koninkrijk daarmee Ouchy niet expliciet afwees, kwam dit de facto hier wel op neer. Ook de Verenigde Staten maakten bezwaar tegen de overeenkomst van Ouchy, zodat deze nimmer in werking is getreden.

## Geschiedenis

### Monetaire overeenkomst als basis voor de douane-unie

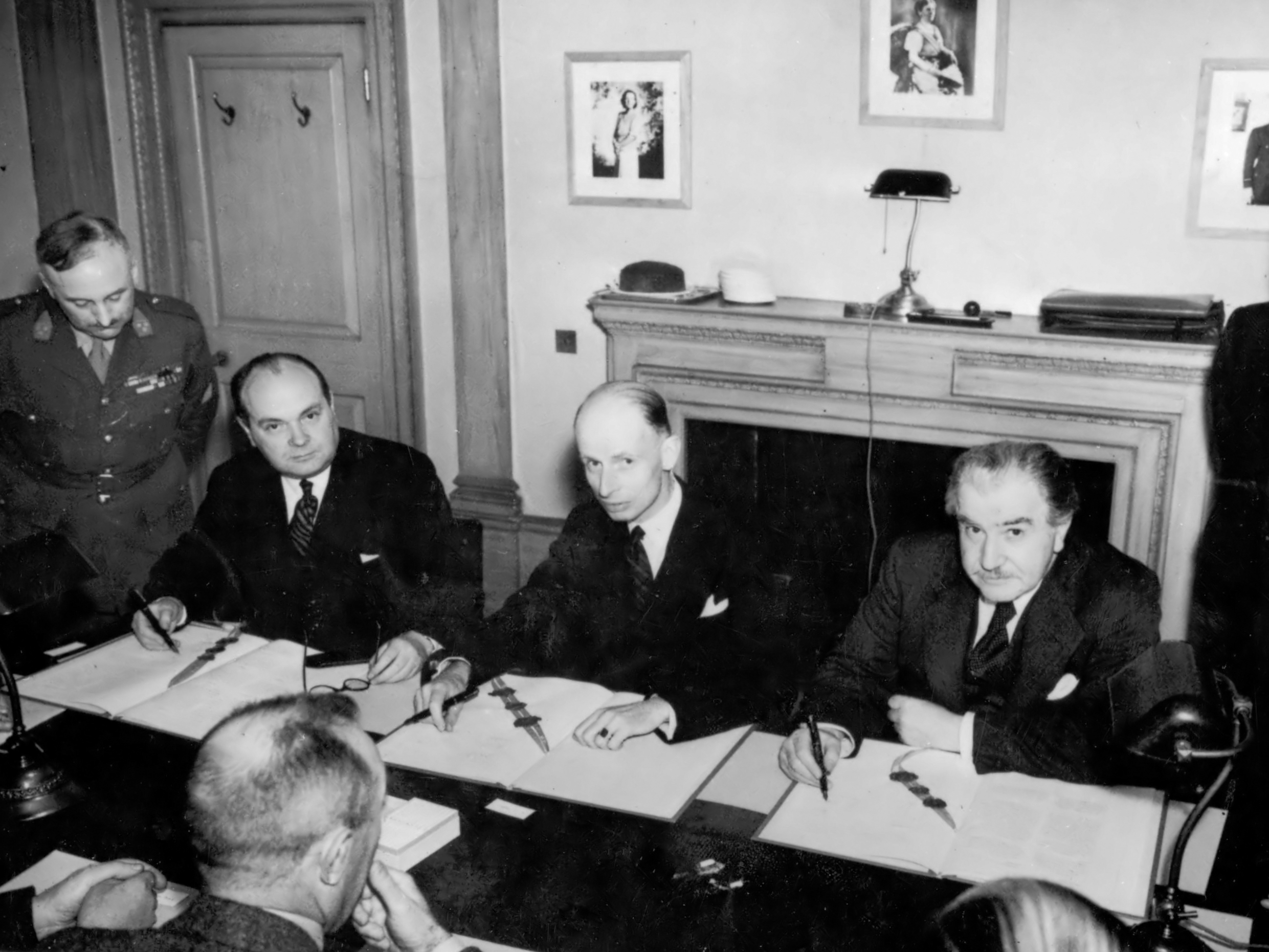
Ondertekening van de monetaire overeenkomst (1943)

Het is uiteindelijk de Tweede Wereldoorlog geweest die België, Nederland en Luxemburg bij elkaar dreef. Op 21 oktober 1943 ondertekenden de drie regeringen in Londen, waar zij in ballingschap verbleven, de monetaire overeenkomst. Met de ondertekening van dit document werd het fundament voor een later te vormen douane-unie gelegd. De monetaire overeenkomst had als doel het betalingsverkeer te regelen en de economische verhoudingen te versterken. Om dit doel te verwezenlijken werd een vaste wisselkoers bepaald tussen de Belgische frank en de gulden, daarnaast verschaften de landen elkaar kredieten. Korte tijd later, op 5 september 1944, ondertekenden de drie regeringen wederom een overeenkomst: de Nederlands-Belgisch-Luxemburgse-Douaneovereenkomst. Omdat het vaststellen van een gemeenschappelijk tarief een moeilijke opgave bleek, is besloten om zich tot de vorming van een tariefgemeenschap te beperken.

##### Kenmerken van de douane-overeenkomst
De douane-overeenkomst van 1944 is bilateraal omdat deze is afgesloten tussen de B.L.E.U. en Nederland. De overeenkomst stelt een drietal organen in, dit zijn achtereenvolgens:
1. De Administratieve Raad voor de Douaneregelingen (art. 3 en 4). Deze Raad is belast met de unificatie van douanewetgeving en accijnzen.
2. De Administratieve Raad voor de regeling van de buitenlandse handel (art. 5). Deze is op 17 april 1946 omgedoopt tot Raad van de Economische Unie. Het is de belangrijkste Raad. Hij is belast met de administratie en de uitvoering van de gemeenschappelijke regeling van de buitenlandse handel.
3. De Raad voor de Handelsakkoorden (art. 6), die zo veel mogelijk overeenstemming tussen de bepalingen betreffende de betrekkingen overeengekomen met derde landen moet verzekeren.

De drie raden moeten hun maatregelen aan een uitvoerend orgaan, een interministeriële vergadering, waarin Nederlandse en B.L.E.U.-ministers zitting hebben voorleggen (art. 7). Uiteindelijk zal goedkeuring moeten worden verleend door de bevoegde besturende of wetgevende instanties. Er wordt dus geen soevereiniteit overgedragen aan het orgaan, zodat men hier van een intergouvernementele organisatie kan spreken. In artikel 9 ten slotte wordt bepaald wanneer de overeenkomst in werking zal treden. De overeenkomst zou voorlopig in werking treden op het moment dat de Nederlandse en Belgische regeringen weer op hun grondgebied zouden zijn teruggekeerd. Uiteindelijk werd de monetaire overeenkomst van 21 oktober 1943 tegen het eind van 1946 goedgekeurd door de drie parlementen.
De douaneovereenkomst werd echter minder snel toegepast. Oorzaak hiervan was dat België en Luxemburg eerder bevrijd waren dan Nederland. Terwijl België werkte aan de wederopbouw, verkeerde Nederland nog in een economische malaise. Toen de economische verhoudingen enigszins genivelleerd waren kon men overgaan tot de uitvoering van de douane-overeenkomst. De overeenkomst werd aangevuld en verduidelijkt op 14 maart 1947. Als datum voor de inwerkingtreding werd 1 januari 1948 vastgesteld. Vanaf die datum werden er, zonder overgangsperiode, geen invoerrechten meer geheven op het handelsverkeer binnen de Benelux. Daarnaast gold tegenover andere landen een gemeenschappelijk buitentarief, dat het laagste van Europa was.

### Benelux Economische Unie

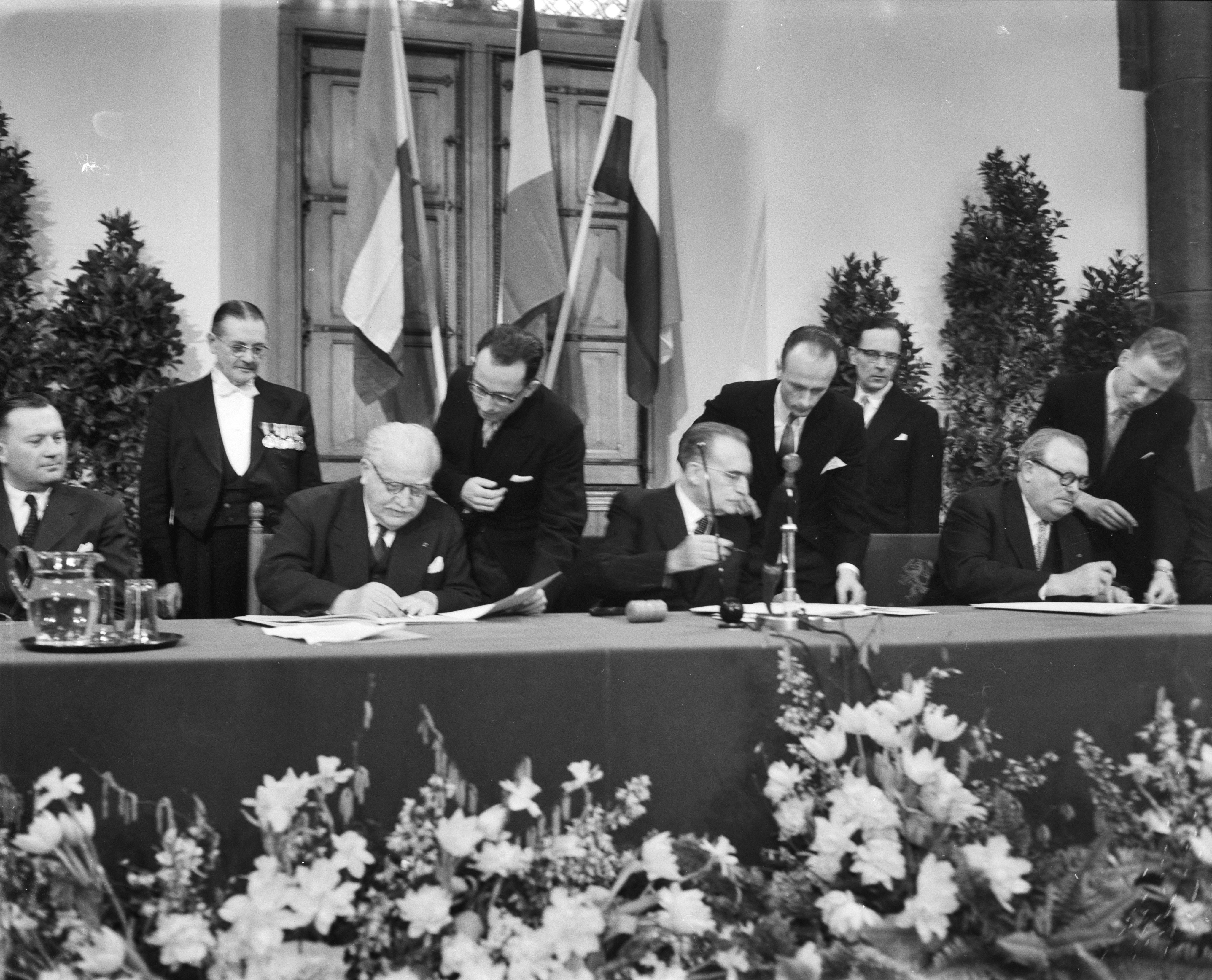
Ondertekening van Benelux-verdrag Economische Unie in 1958 (v.l.n.r.: Joseph Bech, Willem Drees en Achiel van Acker)

In de preambule bij de douaneovereenkomst staat dat de partijen de meest gunstige voorwaarde willen scheppen voor de uiteindelijke verwezenlijking van een economische unie. Bijna tien jaar na de inwerkingtreding van de douaneovereenkomst, op 3 februari 1958, ondertekenden België, Luxemburg en Nederland het Verdrag tot instelling van de Benelux Economische Unie. Dit verdrag is op 1 november 1960 in werking getreden. Was de douane-overeenkomst een bilateraal verdrag, de Economische Unie is door de drie landen zelfstandig gesloten en zodoende een multilateraal verdrag, dit blijkt uit artikel 1 van het Verdrag. Het hoofddoel van de Economische Unie, dat is vervat in de preambule, luidt: De economische vooruitgang, welke het hoofddoel van Hun Unie vormt, moet leiden tot het bevorderen van het persoonlijk en maatschappelijk welzijn van Hunne volkeren.”
In grote lijnen bestaat het verdrag uit vier delen, voorafgegaan door een preambule:
- Deel 1 vermeldt de algemene beginselen die de doelstellingen omschrijven en de hoofdkenmerken van de Economische Unie bepalen. (art. 1-14)
- Deel 2 hierin worden de instellingen van de Unie en hun organisatie behandeld (art. 15-54)
- Deel 3 bevat nadere voorschriften ten aanzien van bepaalde economische sectoren (art. 55-92)
- Deel 4 bevat een aantal slotbepalingen (art. 93-100)

Daarnaast maken een Overgangsovereenkomst en Uitvoeringsprotocol deel uit van het verdrag.
Met de ondertekening hebben de landen zich verbonden aan de realisering van vrij verkeer van: goederen, personen, kapitaal en diensten.

## Vlaggenschipprojecten van de Benelux in 2025
- INTEGRALE AANPAK VAN GRENSOVERSCHRIJDENDE GEORGANISEERDE CRIMINALITEIT 
De landen hebben zich voorgenomen nieuwe initiatieven op te zetten om, binnen de Benelux, een bestuurlijke en integrale aanpak te stimuleren om een antwoord te bieden op de complexe problemen van de grensoverschrijdende georganiseerde criminaliteit. Een gemeenschappelijke strategie op dit niveau zou het moeten mogelijk maken te bepalen welke de meest efficiënte maatregelen zijn om de specifieke uitdagingen van de Benelux-regio aan te gaan. Het recente Benelux-Politieverdrag draagt al een belangrijk steentje daartoe bij omdat het onder meer de mogelijkheid biedt om gegevens tussen bevoegde diensten uit te wisselen.
- WEDERZIJDSE ERKENNING VAN DIPLOMA’S EN BEROEPSKWALIFICATIES 
In het kader van de prioriteiten voor 2025 zal de Benelux Unie de inspanningen voortzetten om de erkenning van diploma’s en beroepskwalificaties te bevorderen, een cruciaal onderwerp voor de arbeidsmobiliteit en de aanpassing aan de veranderingen op de arbeidsmarkt. De Benelux zal de promotie van het Verdrag inzake de automatische wederzijdse erkenning van de niveaus van hoger onderwijsdiploma’s tussen de Benelux-landen en de Baltische staten voortzetten, en zal de toetreding van andere lidstaten van de Europese Hogeronderwijsruimte vergemakkelijken. Er zal een actieplan worden uitgevoerd om de erkenning van beroepskwalificaties te vereenvoudigen en te versnellen, met een dubbele aanpak. Enerzijds een horizontale aanpak op basis van de Europese Richtlijn 2005/36, die gericht is op het vergemakkelijken en versnellen van de erkenning van beroepskwalificaties voor gereguleerde beroepen. Anderzijds een verticale aanpak die zich zal richten op bepaalde nietgereguleerde beroepen die als prioriteit worden beschouwd, met name beroepen die te maken hebben met arbeidstekorten of die een strategische rol spelen in de groene en digitale transitie. Een workshop over erkenning van beroepskwalificaties zal worden georganiseerd zodat experts uit de verschillende lidstaten deze kwesties kunnen bespreken en concrete oplossingen kunnen uitwisselen.
- SAMENWERKING OP ENERGIEGEBIED 
In 2025 viert het Pentalaterale energieoverleg zijn 20-jarig jubileum. In 2005 ging dit overleg tussen de Benelux-landen en ondertussen Frankrijk, Duitsland, Oostenrijk en Zwitserland van start als een spin-off van de Beneluxsamenwerking op het vlak van energie. Ook 20 jaar later speelt de Benelux nog steeds een centrale rol. Zo agenderen de directeurengeneraal van onze drie landen steevast de voortgang en mogelijke nieuwe thema’s van de regionale energiesamenwerking op hun strategisch overleg. Op die manier ontwikkelde de Benelux-energiesamenwerking zich naar een breed overleg over marktwerking, het garanderen van energiezekerheid en de gedeelde uitdagingen richting een koolstofvrij energiesysteem. In 2010 groeide vanuit de schoot van de Penta-samenwerking daarenboven nog de regionale energiesamenwerking met de Noordzeelanden rond de optimale ontwikkeling van offshore windenergie. Naar aanleiding van 20 jaar Penta en 15 jaar Noordzeesamenwerking zal de Benelux diens essentiële coördinerende rol in de regionale energiesamenwerking in de verf zetten en versterken. Het zal a) het strategisch belang van de regionale samenwerking voor de Benelux definiëren op een high level bijeenkomst in het najaar, b) initiatieven ontplooien om de cruciale nieuwe regionale thema’s rond infrastructuurplanning, leveringszekerheid en flexibiliteit te versnellen, en c) een kaderovereenkomst tussen de Benelux-landen en het Benelux-secretariaat voorbereiden waarmee het als Benelux invulling geeft aan de Europese verplichting om tweejaarlijkse regionale energiecrisisoefeningen te organiseren.
- VERDRAG INZAKE SOCIALE FRAUDE 
De landen streven ernaar de onderhandelingen over het Verdrag inzake sociale fraude af te ronden. Dankzij het juridische kader dat door het Verdrag wordt geboden, zullen de activiteiten van de landen op het gebied van gezamenlijke of afgestemde inspecties of controles en uitwisseling van informatie worden versterkt. Hierdoor kunnen grensoverschrijdende sociale fraude, oneerlijke concurrentie en sociale dumping doeltreffender worden bestreden en kan de eerbiediging van fatsoenlijke en eerlijke arbeidsomstandigheden en sociale zekerheidsrechten voor alle werknemers die zich over grenzen verplaatsen beter worden gewaarborgd.

### Automatische erkenning hogere diploma's in de Benelux
Het niveau van hogere diploma’s van België, Nederland en Luxemburg worden automatisch erkend in de drie landen. Dat is het gevolg van een overeenkomst die in 2018 werd gesloten tussen de ministers van onderwijs. Sinds 2015 was er al een automatische niveau-erkenning voor de bachelor- en masterdiploma’s en sinds 2018 is dat ook het geval voor bijvoorbeeld graduaten en doctoraten. Daarvoor moeten studenten nog steeds lange en dure procedures doorlopen, om hun titels te laten erkennen in een van de andere landen. Ervoor kon de procedure in sommige gevallen maanden duren en meerdere honderden euro’s kosten. De Benelux is de enige regio in Europa waar het niveau van elk diploma hoger onderwijs nu automatisch wordt erkend. Met deze ondertekening werd een belangrijke hindernis weggewerkt om over de grens te gaan studeren of te werken.

### Benelux-politieverdrag
In 2004 is een verdrag (Verdrag van Senningen) inzake politiebevoegdheden bij grensoverschrijdende criminaliteitsbestrijding afgesloten. Nieuw in dit verdrag was dat de politie onbeperkt en zonder voorafgaande toestemming mag reizen, arresteren en wapens dragen binnen de Benelux. Dat gaat verder dan de Verdragen van Schengen. Het Verdrag van Senningen werd in 2006 goedgekeurd door de parlementen van de Benelux-landen.
Na meer dan 10 jaar succesvolle samenwerking in het kader van het Verdrag van Senningen op het gebied van politie, justitie, migratie en crisiscentra is er op 18 november 2016 door de drie ministers van de drie Benelux-landen een principe-overeenkomst gesloten om het bestaande Benelux-politieverdrag van 2004 bij de tijd te brengen.
Op 23 juli 2018 hebben de Belgische minister van Justitie, Koen Geens, de Nederlandse minister van Justitie en Veiligheid, Ferdinand Grapperhaus, de Luxemburgse minister van Binnenlandse Veiligheid, Etienne Schneider en de Luxemburgse minister van Justitie, Félix Braz een nieuw Benelux-politieverdrag ondertekend. Dit nieuwe Benelux-politieverdrag doorloopt nu de parlementaire goedkeuringsprocedure in de drie landen. Het nieuwe politieverdrag gaat vooral om het beter uitwisselen van gegevens, om meer mogelijkheden voor grensoverschrijdend achtervolgen van criminelen en het vergemakkelijken van politieonderzoek in een ander land. De achtergrond hiervan is dat op basis van de sterke banden tussen de veiligheidsdiensten en het opgebouwde vertrouwen nieuwe stappen voorwaarts worden gezet en hierdoor grenzen en bestaande obstakels beter kunnen worden geneutraliseerd.

### Benelux-verdrag van Luik: Benelux-weginspectiediensten controleren samen personen- en goederenvervoer
In 2017 werd een Benelux-verdrag (Verdrag van Luik) dat toelaat grensoverschrijdend samen te werken rond wegvervoerinspecties volledig van kracht. Hierdoor kunnen o.a. Nederlandse, Belgische en Luxemburgse inspecteurs in de drie landen samen controles uitvoeren op vrachtwagens en autobussen. Het Verdrag werd in 2014 te Luik door de drie landen ondertekend en vereiste goedkeuring in de verschillende parlementen. Ondertussen vonden, op basis van een overgangsregeling in afwachting van de inwerkingtreding van het Verdrag, reeds verschillende grote Benelux-controles op het wegvervoer plaats. Daarbij konden inspecteurs uit het buurland enkel optreden als observator, vanaf nu kunnen ze dat met volle bevoegdheid. Samenwerking op basis van dit Benelux-verdrag leidt tot een meer uniform toezicht op wegvervoer, kostenbesparingen en eerlijke concurrentie tussen transportbedrijven en arbeidsomstandigheden voor chauffeurs. Ook komt dit de verkeersveiligheid in de landen ten goede. Het wegvervoer in Europa, en binnen Benelux, wordt alsmaar internationaler. Hoewel veel van de regelgeving over toezicht op het wegvervoer op Europees niveau is afgesproken, blijft de controle op onder andere de rij- en rusttijden, overbeladen, en vervoer van gevaarlijke stoffen een nationale verantwoordelijkheid. Dit leidt tot verschillen tussen de landen waardoor transportondernemingen schade lijden door de ongelijke toepassing en handhaving van de regels. Benelux wil met dit Verdrag de samenwerking intensiveren door de bestaande situatie te verbeteren. Dit door een verregaande harmonisatie van controles te realiseren, het samen uitwisselen van materiaal en opleiden van personeel om kosten te besparen en het mogelijk maken dat inspecteurs uit het ene land met volle bevoegdheid deelnemen aan inspecties in een ander Benelux-land, waardoor o.a. van elkaars specialisten gebruik kan worden gemaakt.
Hiermee zetten ze volop in op verkeersveiligheid voor burgers en creëren ze een gelijk speelveld zodat ondernemers binnen en buiten Benelux aan een zelfde toepassing van controleregels onderworpen worden. Met de toepassing van dit Verdrag van Luik lopen de drie landen voorop in Europa. Het verdrag staat ook nadrukkelijk open voor andere landen om zich erbij aan te sluiten.
Het aantal gezamenlijke controles op vrachtwagens en autobussen neemt alsmaar toe tussen de drie landen. Tot juni 2019 werden er al zo'n 922 voertuigen onderworpen aan gerichte Benelux-inspecties.

### Benelux lanceert proefproject rond digitale vrachtbrief
In Benelux-verband is er in 2017 een proef gestart die het gebruik van digitale vrachtbrieven (e-cmr's) voor het nationale en grensoverschrijdende Benelux-vervoer mogelijk maakt. Jaarlijks worden er binnen de Benelux ongeveer 70 miljoen ervan uitgegeven. De elektronische vrachtbrief is een belangrijk instrument om de administratieve lasten voor transportondernemers te verminderen en kan hun logistieke proces veel beter beheerd worden. Door vermindering van gebruik van papier kan een bijdrage worden geleverd aan duurzaamheid. Met deze proef loopt de Benelux voorop in Europa door te onderzoeken of de digitale vrachtbrief vanuit controleoogpunt minstens zo betrouwbaar is als de papieren versie. De opgedane ervaringen in de proef zullen breder gedeeld worden met onder andere de Europese Commissie. Bij goed functioneren kan het dienen als voorbeeld voor andere landen in de Europese Unie.

### Benelux sinds 2010: Benelux Unie
Het verdrag van de Benelux Economische Unie is in 1960 in werking getreden voor een periode van vijftig jaar. In 2010 was die periode afgelopen. Het Benelux-verdrag blijft vervolgens voor achtereenvolgende tijdvakken van tien jaar van kracht (stilzwijgende verlenging), tenzij een der partijen het verdrag beëindigt.
- Op 17 juni 2008 werd in Den Haag een nieuw verdrag[11] ondertekend, dat in 2012 in werking trad. De landen werken samen op gebieden waar de EU nog niet in voorziet. Het verdrag is een raamverdrag waarbij, in tegenstelling tot het oude verdrag, niet alles vooraf in detail is geregeld. Het nieuwe verdrag is voor onbeperkte duur (het oude verdrag was voor 50 jaar) en heeft in eerste instantie betrekking op de interne markt, duurzaamheid en justitie & binnenlandse zaken. Tevens werden overbodige commissies en slapende instituties opgeheven. Doordat de unie werd uitgebreid naar niet-economische zaken, werd de officiële naam Benelux Economische Unie gewijzigd in Benelux Unie. De Nederlandse politieke partijen, de PVV en de SP, onthielden zich bij de parlementaire goedkeuring van het nieuwe aangepaste Benelux-verdrag. De PVV maakte eerder bekend Groot-Nederlandse idealen te hebben, de Benelux wordt door deze partij niet geaccepteerd als samenwerkingsvorm.
- Op de zomerzitting van het Benelux-parlement op 12 en 13 juni 2009 werd eenparig een voorstel tot aanbeveling aangenomen om de werking van het Benelux-parlement te moderniseren en de betreffende overeenkomst tussen de drie Benelux-landen te herzien. Na enige jaren van discussies over de uitbreiding van de bevoegdheden van het Benelux-parlement werd op 20 januari 2015 een volledig nieuw Benelux-parlement-verdrag[12] ondertekend door de drie verdragslanden. Hierin werd onder andere het interpellatierecht van het Benelux-parlement versterkt en de werking van het parlement verbeterd. Er werd (nog) niet besloten om de adviserende bevoegdheid uit te breiden naar een (mede)beslissingsrecht (ook niet op deelgebieden). Er is al enige jaren een discussie gaande over het recht tot (mede)beslissing, waarbij wordt gerefereerd aan het subsidiariteitsbeginsel zoals dit eveneens wordt toegepast in de Europese Unie. Het nieuwe verdrag heeft inmiddels het parlementaire goedkeuringsproces in de drie landen doorlopen en is van kracht geworden op 1 augustus 2019.
- Het Benelux-parlement deed in december 2007 de aanbeveling om de beroeps- en cassatiebevoegdheden ten aanzien van door het Benelux-Bureau voor de Intellectuele Eigendom genomen weigerings- en oppositiebeslissingen bij het Benelux-Gerechtshof onder te brengen. Dit voorstel tot herziening van het Verdrag betreffende het Benelux-Gerechtshof werd positief ontvangen door het Benelux Comité van Ministers en op 20 april 2010 begonnen de onderhandelen hierover en over het toekomstige takenpakket van het Benelux-Gerechtshof. Dit resulteert in:
  - Protocol tot wijziging van het Verdrag betreffende de instelling en het statuut van een Benelux-Gerechtshof; getekend op 15 oktober 2012 en geratificeerd en van kracht geworden op 1 december 2016;
  - Protocol houdende wijziging van het Benelux-verdrag inzake de intellectuele eigendom; getekend op 21 mei 2014 en geratificeerd en van kracht geworden op 1 juni 2018.

In het voorjaar van 2013 kwam de Benelux Unie in het oog van een storm terecht naar aanleiding van een kritisch rapport van het Nederlandse ministerie van Buitenlandse Zaken ten aanzien van de werking en nut van de Benelux Unie. Een van de conclusies uit het rapport getiteld 'Relaties, resultaten en rendement: evaluatie van de Benelux Unie-samenwerking vanuit Nederlands perspectief' luidde: "de maatschappelijke effecten van de samenwerking zijn meestal indirect en bescheiden en het duurt vaak lang om resultaat te boeken." Ook was er sprake van "weinig beleidsinhoudelijke focus en samenhang". Verscheidene Nederlandse partijen, in het bijzonder VVD en SP, trokken daarop de Benelux openlijk in twijfel, alsook de Nederlandse bijdrage van € 7 miljoen per jaar. Aanbiedingsbrief van minister Timmermans aan de Tweede Kamer bij evaluatie van Benelux Unie-samenwerking vanuit Nederlands perspectief ( Kamerbrief, 1 -2-2013) Daarin staat dat voor Nederland de Benelux Unie een uiterst relevante instelling is voor de ondersteuning van de grensoverschrijdende samenwerking.
Vanaf 2017 bewaken Nederland, België en Luxemburg als eerste landen ter wereld samen hun luchtruim. Het betreft de bewaking van de hele Benelux tegen civiele vliegtuigen met een terroristische dreiging (Renegade). België, Luxemburg en Nederland tekenden een verdrag dat dit regelt.
Op 5 juni 2018 was er in het Koninklijk Paleis van Brussel een ontmoeting tussen koning Filip, koning Willem-Alexander en groothertog Hendrik ter ere van het 60-jarig bestaan van de Benelux.
Naar aanleiding van deze verjaardag verscheen in onder andere de Belgische krant De Tijd een academisch opiniestuk over de Benelux-samenwerking.

## Verhoudingen met andere instellingen

### E.E.G.
Eén maand voor de inwerkingtreding van de Benelux Economische Unie trad, op 1 januari 1958, het Verdrag van Rome in werking. In het EEG-verdrag is bepaald (in art. 233) dat de bepalingen van dat verdrag geen beletsel mogen vormen voor het bestaan en de voltooiing van de regionale unies tussen België en Luxemburg en tussen België, Luxemburg en Nederland, voor zover de doelstellingen nog niet door toepassing van het verdrag bereikt zijn.

### Europese Unie
In het Verdrag tot vaststelling van een Grondwet voor Europa is een uitzonderingsclausule opgenomen betreffende de samenwerking in Benelux-verband. Het beleid van de Europese Unie mag de werking van de Benelux niet frustreren en anderzijds aanvaardt de Benelux alle wetten en bepalingen van Europese zijde.

#### Artikel 350
Artikel 350 VwEU (Verdrag betreffende de werking van de EU) laat toe dat de Benelux Unie in het kader van haar proeftuinfunctie afwijkt van bepaalde EU-voorschriften. Het is echter duidelijk dat dit geen vrijgeleide geeft aan de Benelux Unie of aan de Benelux-landen om zich te onttrekken aan eender welk EU-voorschrift. Er dient immers minstens aan een dubbele voorwaarde te worden voldaan: de Benelux Unie moet verder voortgeschreden zijn dan de EU en de eventuele afwijking moet noodzakelijk zijn voor de realisatie van de betrokken Benelux-regeling.
Hierdoor geniet de Benelux Unie van een unieke positie binnen de EU, te meer omdat de toepassing van artikel 350 VwEU geen toestemming vergt van de EU-instellingen. Dit neemt evenwel niet weg dat een zekere wisselwerking met de Europese Commissie aangewezen kan zijn indien men eraan denkt een Benelux-regeling met toepassing van artikel 350 VWEU tot stand te brengen. Zoals reeds gebleken in de praktijk, laat dergelijke wisselwerking niet alleen toe een duidelijker beeld te krijgen van de laatste stand van de EU-ontwikkelingen op een welbepaald terrein; zij laat eveneens toe synergieën met de Europese Commissie te bewerkstelligen om een Benelux-pilot later zo mogelijk naar de rest van de EU uit te breiden.

## Officiële talen en demografie
De Benelux-Unie vertegenwoordigt een bevolking van naar schatting 29,2 miljoen inwoners. De Benelux koos het Nederlands en Frans als officiële talen voor zijn instellingen.
- 82% van de bevolking woont in een gebied waar Nederlands de officiële taal is. Het gaat om 23,7 miljoen personen, verdeeld over 17,2 miljoen Nederlanders en 6,5 miljoen Vlamingen;
- 14% van de bevolking woont in een gebied waar Frans de officiële taal is. Dat zijn 4,2 miljoen personen, verdeeld over 3,6 miljoen Walen en 0,6 miljoen Luxemburgers.
- 4% van de bevolking woont in het tweetalige (Frans, Nederlands) gewest Brussel. Het gaat om 1,2 miljoen personen.

De afzonderlijke landen hebben naast Nederlands en/of Frans ook andere officiële talen: in Luxemburg zijn dat Luxemburgs en Duits. Ook in België is Duits een officiële taal (Duitstalige Gemeenschap). In de Nederlandse provincie Friesland is het Fries naast het Nederlands een officiële taal. In Caribisch Nederland zijn naast het Nederlands het Papiaments en het Engels officiële talen.

## Organisatorische structuur Benelux Unie
Op basis van het nieuwe Benelux-verdrag van 2008 is het aantal structuren verminderd en dus vereenvoudigd. Een aantal niet-actieve instellingen zijn namelijk opgeheven. Conform artikel 5 van het nieuwe verdrag zijn er vijf Benelux-instellingen:
1. Het Benelux Comité van Ministers (art.6-11).
2. De Benelux-Raad (art. 12-14)
3. De Raadgevende Interparlementaire Raad (art. 15-16)
4. Het Benelux-Gerechtshof (art. 17)
5. Het Benelux Secretariaat-generaal (art.18-23)

Daarnaast bestaat er de uitvoeringsorganisatie Benelux-Bureau voor de Intellectuele Eigendom, dat eveneens apart in het verdrag is vermeld.

### Benelux Comité van Ministers
Het Comité van Ministers is het hoogste beslisorgaan van de Benelux Unie. Het Comité van Ministers telt ten minste één vertegenwoordiger op ministerieel niveau van de drie landen. De samenstelling van het Comité van Ministers kan veranderen in functie van de agenda. Zij zijn belast met de uitvoering van het Verdrag tot instelling van de Benelux Unie en beschikt in dat kader over de volgende middelen: het sluiten van overeenkomsten, goedkeuren van (bindende) beschikkingen en het goedkeuren van beleidsaanbevelingen en interne richtlijnen. De ministers bepalen de richtsnoeren en de prioriteiten van de samenwerking in de Benelux. Het Comité kan taken aan ministeriële werkgroepen delegeren.
De vergaderingen van het Benelux Comité van Ministers worden bij toerbeurt door een Belgisch, Luxemburgs en Nederlands lid voorgezeten voor de duur van een kalenderjaar.

### Benelux-Raad
De Benelux-Raad bestaat uit de hoge ambtenaren van de bevoegde ministeries en de samenstelling van de Raad kan veranderen in functie van de agenda en is het hoogste ambtelijke orgaan van de Benelux Unie. De voornaamste bevoegdheid van de Raad bestaat erin om de dossiers voor het Comité van Ministers voor te bereiden.

### Benelux-parlement
Bij afzonderlijk verdrag van 5 november 1955 is de Interparlementaire Raad (het Benelux-parlement) ingesteld, het verdrag is op 7 september 1959 in werking getreden. Het Benelux-parlement telt in totaal 49 parlementsleden, afkomstig uit de parlementen van België, Nederland en Luxemburg en is samengesteld uit 21 Nederlandse, 21 Belgische en 7 Luxemburgse parlementsleden. De leden van de Raadgevende Interparlementaire Benelux-raad informeren en adviseren hun respectieve regeringen over alle Benelux-aangelegenheden. Daarnaast worden ook verdragen, overeenkomsten en protocollen ter advies aan de Raad voorgelegd.
Op 20 januari 2015 werd een volledig nieuw Benelux-parlement-verdrag ondertekend door de drie landen. In dit verdrag werd onder andere het interpellatierecht versterkt en de werking van het parlement verbeterd. Er werd (nog) niet besloten om de huidige adviserende bevoegdheid uit te breiden naar een (mede)-beslissingsrecht (ook niet op deelgebieden).

### Benelux-Gerechtshof
Wanneer men streeft naar unificatie van het recht, wordt ook unificatie van de rechtspraak verlangd. Het kan niet zo zijn dat een geschil over zaken die de Unie rechtstreeks raken in België anders worden beoordeeld dan in Nederland. Hiervoor is een Benelux-Gerechtshof opgericht.

### Benelux Secretariaat-Generaal
Het Secretariaat-Generaal is het overlegplatform van de Benelux. In 2018 werd het gebouw door de drie staatshoofden van de Benelux officieel ingehuldigd als "Huis van de Benelux". Het is gevestigd in Brussel aan de Regentschapsstraat en wordt geleid door een secretaris-generaal. Deze functie wordt bekleed door Frans Weekers (NL). De secretaris-generaal wordt bijgestaan door twee adjunct-secretarissen-generaal Jean-Claude Meyer (LU) en Michel-Etienne Tilemans (BE). Tezamen vormen zij het College van Secretarissen-Generaal. Het initieert, ondersteunt en bewaakt samenwerking op het gebied van economie, duurzaamheid en veiligheid.
Het Secretariaat-Generaal heeft jarenlange ervaring en expertise in het grensoverschrijdend samenwerken en is vertrouwd met de beleidsovereenkomsten en verschillen tussen de landen. Door een neutrale houding is het een bruggenbouwer tussen de verschillende partners en stakeholders van de Benelux-samenwerking.

## Benelux als naam
Benelux wordt ook als naam op zichzelf gebruikt:
- Beneluxbaan, een weg in Amstelveen die de Amsterdamse wijk Buitenveldert met de zuidelijke wijken van Amstelveen verbindt
- Beneluxlijn, metrolijn in Rotterdam
- Beneluxtrein, de internationale trein tussen Amsterdam en Brussel
- Benelux Tour, een wielerronde die sinds 2005 jaarlijks wordt verreden door België en Nederland
- Beneluxtunnel, tunnel in Rotterdam
- Knooppunt Benelux, een snelwegknooppunt tussen de A4 en de A15, in het zuidwesten van Rotterdam.
- Busstop Benelux te Strassen (Luxemburg), gelegen op de N6-Route d'Arlon
- Benelux Racing League, een autoracekampioenschap bestaande uit de BRL V6, BRL Light en vanaf 2010 Formule BRL.
- Benelux Liga, een samenwerkingsverband van de sportbonden NHV namens Nederland; VHV en LFH namens België; en FLH namens Luxemburg in het handbal voor mannen.

De naam wordt ook soms gebruikt om een samenwerking van alleen Nederlandstalig Benelux, Nederland en Vlaanderen, aan te duiden, zoals bij Benelux' Next Top Model.

## Trivia

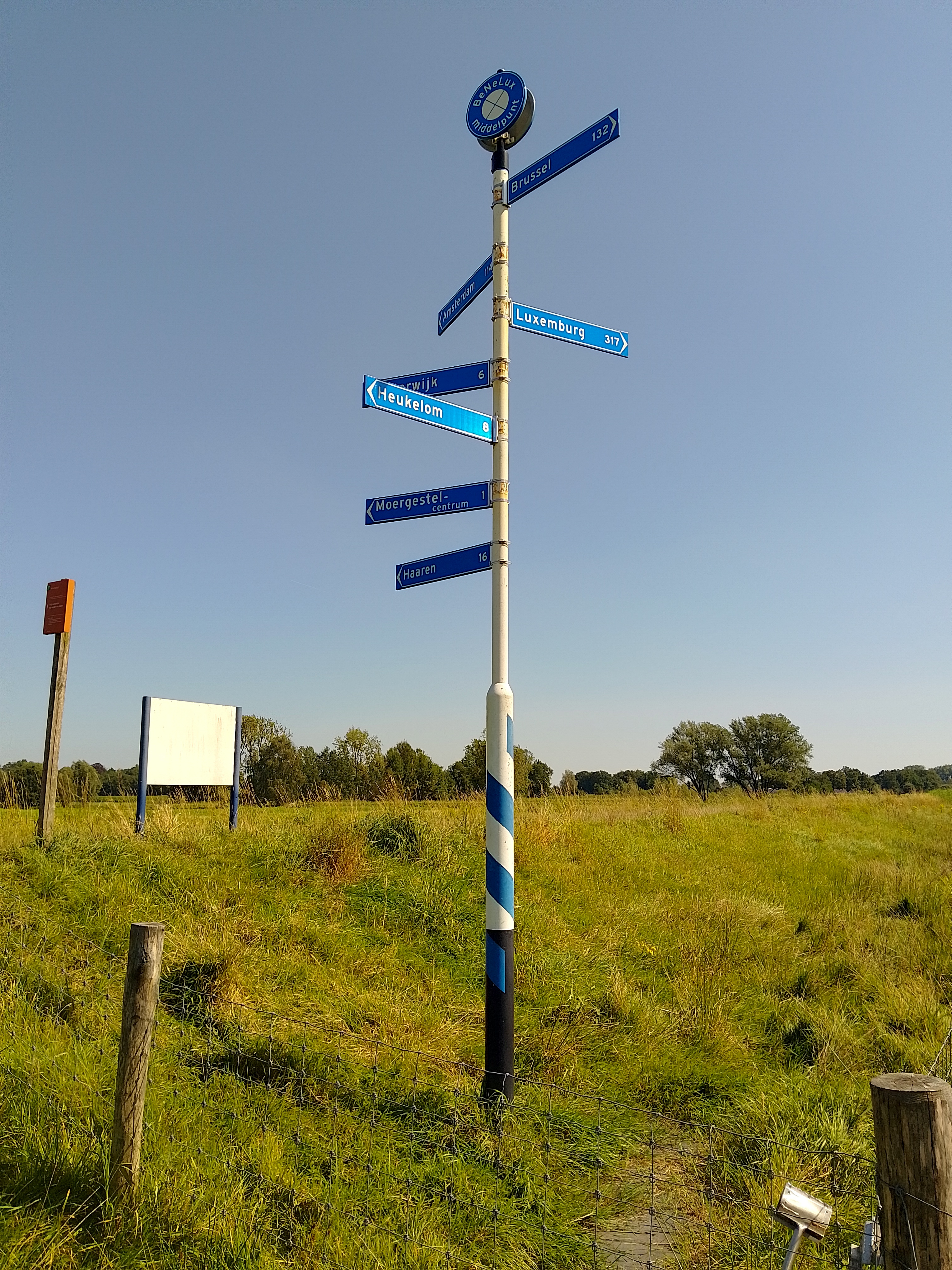
Moergestel: een speciale wegwijzer markeert het vermeende middelpunt van de Benelux

Het dorp Moergestel zou het middelpunt van de Benelux zijn. De betreffende plek is gemarkeerd met een speciale wegwijzer. Terwijl de aanspraken van Moergestel door het kadaster zijn bevestigd, heeft ook het dorp Chaam geclaimd middelpunt van de Benelux te zijn.